# Protogynanisa athletoides
Protogynanisa athletoides är en fjärilsart som beskrevs av Pierre Claude Rougeot 1971. Protogynanisa athletoides ingår i släktet Protogynanisa och familjen påfågelsspinnare. Inga underarter finns listade i Catalogue of Life.